# Pinocchio (phim truyền hình Hàn Quốc)
Pinocchio (tiếng Hàn: 피노키오; Romaja: Pinokio) là một bộ phim truyền hình Hàn Quốc năm 2014 với diễn viên chính Lee Jong-suk và Park Shin-hye. Bộ phim được phát sóng trên SBS vào thứ tư và thứ năm lúc 21:55 dài 20 tập và bắt đầu từ 12 tháng 11 năm 2014.

## Diễn viên

### Diễn viên chính
- Lee Jong-suk vai Choi Dal-po/Ki Ha-myung (Thôi Đạt Bố/Kỳ Hà Minh)[5][6][7]
- Nam Da-reum vai Ha-myung/Dal-po lúc nhỏ
- Park Shin-hye vai Choi In-ha (Thôi Nhân Hà)[8][9][10][11]
- Roh Jeong-eui vai In-ha lúc nhỏ
- Kim Young-kwang vai Seo Beom-jo (Từ Phàm Triều)[12]
- Lee Yu-bi vai Yoon Yoo-rae (Duẫn Hựu Lai)

### Diễn viên phụ
YGN Newsroom
- Lee Pil-mo vai Hwang Gyo-dong (Hoàng Kiều Đông)
- Min Sung-wook vai Jang Hyun-kyu (Trương Hiền Khuê)
- Kang Shin-il vai Lee Young-tak (Lý Dũng Trác)
- Jo Deok-hyun vai Jo Won-gu (Chu Nguyên Cửu)
- Choo Soo-hyun vai Im Jae-hwan (Lâm Thái Hoàn)

MSC Newsroom
- Jin Kyung vai Song Cha-ok (Tống Từ Ngọc)
- Kim Kwang-kyu vai Kim Gong-joo (Kim Công Trụ)
- Kim Young-hoon vai Lee Il-joo (Lý Nhật Chu)
- Im Byung-ki vai Yeon Doo-young (Duyên Đạo Anh)
- Yoon Seo-hyun vai Lee Joo-ho (Lý Chu Hạo)

Gia đình
- Byun Hee-bong vai Choi Gong-pil (Thôi Công Tất)
- Shin Jung-geun vai Choi Dal-pyung (Thôi Đạt Bình)
- Kim Hae-sook vai Park Rosa (Rosa Phác)
- Yoon Kyun-sang vai Ki Jae-myung (Kỳ Thái Minh)
- Shin Jae-ha vai young Jae-myung
- Jung In-gi vai Ki Ho-sang, ba của Ha-myung (Kỳ Hạo Tương)
- Jang Young-nam vai mẹ của Ha-myung

Các nhân vật khác
- Lee Joo-seung vai Ahn Chan-soo (An Xán Tú)
- Park Soo-young vai Jung Gi-bong (Trịnh Kỳ Phụng)
- Yoon Jin-young vai lính cứu hỏa
- Yeom Dong-hyun vai giám sát nhà máy
- Choi Jong-hoon vai công nhân nhà máy
- Kim Young-joon vai chàng trai hàng xóm mắc bệnh Pinocchio
- Ahn Sun-young vai phóng viên trạm truyền hình
- Woo Hyun vai giáo viên chủ nhiệm của Dal-po
- Im Do-yoon vai Go Ji-hee (Cao Trí Hi)
- Hong Hyun-hee vai thầy Yoon

### Khách mời
- Im Sung-hoon vai dẫn chương trình (tập 1-2)
- Jang Gwang vai hiệu trưởng trường (tập 2)
- Jung Woong-in vai Min Joon-gook (Mẩn Tuấn Quốc) (tập 2)
- Jang Hang-joon vai nhà sản xuất (tập 2)
- Lee Bo-young vai Hye-sung chỉ đường xe hơi (lồng tiếng, tập 3)
- Lee Joon vai nghệ sĩ FAMA (tập 19)
- Kangnam vai sinh viên áo xanh (tập 20)

## Đánh giá
| Tập #      | Ngày phát sóng       | Tiêu đề                        | Khán giả xem trung bình | Khán giả xem trung bình | Khán giả xem trung bình | Khán giả xem trung bình |
| Tập #      | Ngày phát sóng       | Tiêu đề                        | TNmS Ratings            | TNmS Ratings            | AGB Nielsen             | AGB Nielsen             |
| Tập #      | Ngày phát sóng       | Tiêu đề                        | Toàn quốc               | Vùng thủ đô Seoul       | Toàn quốc               | Vùng thủ đô Seoul       |
| ---------- | -------------------- | ------------------------------ | ----------------------- | ----------------------- | ----------------------- | ----------------------- |
| 1          | 12 tháng 11 năm 2014 | Pinocchio                      | 7.8%                    | 9.9%                    | 7.8%                    | 8.4%                    |
| 2          | 13 tháng 11 năm 2014 | Vịt con xấu xí                 | 10.6%                   | 12.8%                   | 9.8%                    | 10.8%                   |
| 3          | 19 tháng 11 năm 2014 | Bà chúa tuyết                  | 9.4%                    | 10.9%                   | 9.4%                    | 10.9%                   |
| 4          | 20 tháng 11 năm 2014 | Romeo và Juliet                | 10.6%                   | 12.8%                   | 10.4%                   | 11.8%                   |
| 5          | 26 tháng 11 năm 2014 | Ông vua có đôi tài lừa         | 9.2%                    | 11.6%                   | 10.2%                   | 12.2%                   |
| 6          | 27 tháng 11 năm 2014 | Phiêu lưu ký của 15 thiếu niên | 11%                     | 14.1%                   | 10.4%                   | 12.1%                   |
| 7          | 3 tháng 12 năm 2014  | Ếch ngồi đáy giếng             | 8.9%                    | 11.3%                   | 8.7%                    | 9.6%                    |
| 8          | 4 tháng 12 năm 2014  | Một ngày may mắn               | 10.8%                   | 12.7%                   | 10.2%                   | 11.4%                   |
| 9          | 10 tháng 12 năm 2014 | Người thổi sáo thành Hamelin   | 9.2%                    | 11.1%                   | 10.1%                   | 11.9%                   |
| 10         | 11 tháng 12 năm 2014 | Cậu bé nói dối                 | 10.8%                   | 13.2%                   | 10.7%                   | 12.3%                   |
| 11         | 17 tháng 12 năm 2014 | Giấc mộng đêm hè               | 11.1%                   | 13.3%                   | 10.4%                   | 11.6%                   |
| 12         | 18 tháng 12 năm 2014 | Cây sáo thần                   | 11.3%                   | 13.5%                   | 9.7%                    | 10.9%                   |
| 13         | 24 tháng 12 năm 2014 | Món quà Giáng Sinh             | 10.4%                   | 12.2%                   | 9.8%                    | 11.1%                   |
| 14         | 25 tháng 12 năm 2014 | Hansel và Gretel               | 11.6%                   | 13.3%                   | 10.8%                   | 11.7%                   |
| 15         | 1 tháng 1 năm 2015   | Don Quixote                    | 13.3%                   | 15.6%                   | 12.9%                   | 14.6%                   |
| 16         | 7 tháng 1 năm 2015   | Bộ quần áo mới của nhà vua     | 12.9%                   | 15.7%                   | 11.8%                   | 14.0%                   |
| 17         | 8 tháng 1 năm 2015   | Nét chữ màu đỏ                 | 12.7%                   | 15.1%                   | 12.9%                   | 15.2%                   |
| 18         | 14 tháng 1 năm 2015  | Đôi giày đỏ                    | 12.6%                   | 16.0%                   | 11.9%                   | 13.3%                   |
| 19         | 14 tháng 1 năm 2015  | Gió Bắc và mặt trời            | 12.1%                   | 15.5%                   | 11.3%                   | 12.1%                   |
| 20         | 15 tháng 1 năm 2015  | Peter Pan                      | 13.6%                   | 16.7%                   | 13.3%                   | 15.1%                   |
| Trung bình | Trung bình           | Trung bình                     | 11.0%                   | 13.4%                   | 10.6%                   | 12.1%                   |

## Nhạc phim

### Phần 1
| STT              | Nhan đề                                                       | Phổ lời                 | Phổ nhạc         | Thời lượng |
| ---------------- | ------------------------------------------------------------- | ----------------------- | ---------------- | ---------- |
| 1.               | "First Love (첫사랑, Cheossarang)" (Tiger JK featuring Punch) | Jihoon, Tiger JK, Bizzy | Conan            | 3:20       |
| 2.               | "First Love (Instrumental)" (Tiger JK featuring Punch)        |                         | Conan            | 3:20       |
| Tổng thời lượng: | Tổng thời lượng:                                              | Tổng thời lượng:        | Tổng thời lượng: | 6:40       |

### Phần 2
| STT              | Nhan đề                                   | Phổ lời           | Phổ nhạc         | Thời lượng |
| ---------------- | ----------------------------------------- | ----------------- | ---------------- | ---------- |
| 1.               | "Pinocchio (피노키오, Pinokio)" (Roy Kim) | Jihoon, Koo Ji-an | Rocoberry        | 3:33       |
| 2.               | "Pinocchio (Instrumental)" (Roy Kim)      |                   | Rocoberry        | 3:33       |
| Tổng thời lượng: | Tổng thời lượng:                          | Tổng thời lượng:  | Tổng thời lượng: | 7:06       |

### Phần 3
| STT              | Nhan đề                          | Phổ lời          | Phổ nhạc                     | Thời lượng |
| ---------------- | -------------------------------- | ---------------- | ---------------------------- | ---------- |
| 1.               | "Non-Fiction" (Every Single Day) | Mun Seong-nam    | Mun Seong-nam, Jeong Jae-woo | 4:24       |
| 2.               | "Challenge" (Every Single Day)   | Mun Seong-nam    | Mun Seong-nam                | 3:26       |
| 3.               | "My Story" (Every Single Day)    | Mun Seong-nam    | Mun Seong-nam                | 3:22       |
| Tổng thời lượng: | Tổng thời lượng:                 | Tổng thời lượng: | Tổng thời lượng:             | 11:12      |

### Phần 4
| STT              | Nhan đề                                         | Phổ lời                      | Phổ nhạc         | Thời lượng |
| ---------------- | ----------------------------------------------- | ---------------------------- | ---------------- | ---------- |
| 1.               | "Love Like Snow" (Park Shin-hye)                | Park Shin-won, Conan và Roco | Rocoberry        | 3:19       |
| 2.               | "Love Like Snow (Instrumental)" (Park Shin-hye) |                              | Rocoberry        | 3:19       |
| Tổng thời lượng: | Tổng thời lượng:                                | Tổng thời lượng:             | Tổng thời lượng: | 6:38       |

### Phần 5
| STT              | Nhan đề                                   | Phổ lời          | Phổ nhạc         | Thời lượng |
| ---------------- | ----------------------------------------- | ---------------- | ---------------- | ---------- |
| 1.               | "The Only Person" (K.Will)                | Rocoberry        | Rocoberry        | 3:20       |
| 2.               | "The Only Person (Instrumental)" (K.Will) |                  | Rocoberry        | 3:20       |
| Tổng thời lượng: | Tổng thời lượng:                          | Tổng thời lượng: | Tổng thời lượng: | 6:40       |

## Giải thưởng và đề cử
| Năm  | Giải               | Hạng mục                                                                  | Người nhận                    | Kết quả   |
| ---- | ------------------ | ------------------------------------------------------------------------- | ----------------------------- | --------- |
| 2014 | 27th Grimae Awards | Nam diễn viên chính xuất sắc nhất                                         | Lee Jong-suk                  | Đoạt giải |
| 2014 | SBS Drama Awards   | SBS Special Award                                                         | Lee Jong-suk                  | Đoạt giải |
| 2014 | SBS Drama Awards   | Giải đặc biệt, Nam diễn viên chính xuất sắc nhất thể loại phim chính kịch | Lee Jong-suk                  | Đề cử     |
| 2014 | SBS Drama Awards   | Giải đặc biệt, Nữ diễn viên chính xuất sắc nhất thể loại phim chính kịch  | Park Shin-hye                 | Đoạt giải |
| 2014 | SBS Drama Awards   | Top 10 Stars                                                              | Lee Jong-suk                  | Đoạt giải |
| 2014 | SBS Drama Awards   | Top 10 Stars                                                              | Park Shin-hye                 | Đoạt giải |
| 2014 | SBS Drama Awards   | Diễn viên mới                                                             | Kim Young-kwang               | Đoạt giải |
| 2014 | SBS Drama Awards   | Diễn viên mới                                                             | Lee Yu-bi                     | Đoạt giải |
| 2014 | SBS Drama Awards   | Giải bình chọn của cộng đồng mạng                                         | Lee Jong-suk                  | Đề cử     |
| 2014 | SBS Drama Awards   | Giải bình chọn của cộng đồng mạng                                         | Park Shin-hye                 | Đề cử     |
| 2014 | SBS Drama Awards   | Cặp đôi đẹp nhất                                                          | Lee Jong-suk và Park Shin-hye | Đoạt giải |

## Liên kết
- Trang chủ chính thức Pinocchio SBS (tiếng Hàn)
- Pinocchio trên HanCinema
- Pinocchio trên Internet Movie Database